# Dicliptera thlaspioides
Dicliptera thlaspioides är en akantusväxtart som beskrevs av Christian Gottfried Daniel Nees von Esenbeck. Dicliptera thlaspioides ingår i släktet Dicliptera och familjen akantusväxter. Inga underarter finns listade i Catalogue of Life.